# 熊谷信直 (美濃守)
熊谷 信直（くまがい のぶなお、明徳元年（1390年） - 永享10年（1438年））は室町時代中期の安芸武田氏の家臣。父は熊谷在直。子に熊谷堅直、山田重吉。通称は二郎三郎、二郎左衛門。官途は美濃守。
1390年に熊谷在直の嫡子として生まれ、1430年に父の死去に伴い家督を相続した。1433年に武田信繁と武田守広から国衛職を与えられ、実質的に安芸武田氏の配下となった。
大和永享の乱では、安芸守護職の武田信繁に従い室町幕府側として参戦。大和国の椋橋や北音羽等を転戦するが、1438年5月10日の北音羽の戦いで重傷を負い、その傷がもとで同年9月頃に死去した。
遺言で家督は長女のこらに一度継承され、その後に嫡男の堅直へと譲られた。